# Josef Mandl
Josef Mandl (18. března 1874 Plzeň – 5. prosince 1933 Praha) byl český malíř a profesor kreslení.

## Život
Narodil se v rodině plzeňského zlatníka Josefa Mandla (* 1839 – † 2. března 1914 Smíchov) a jeho manželky Františky, rozené Filipové (1840–1914). Od roku 1890 byla rodina policejně hlášena v Praze, kde Josef Mandl žil s rodiči a čtyřmi sestrami. Mandlův starší bratr Matouš Mandl byl posledním purkmistrem města Plzně.
Josef Mandl byl dvakrát ženat. Dne 4. července 1914 se na Královských Vinohradech oženil s Johannou Kerlitzkou (1880 – 1926). Poté, co ovdověl, se 26. června 1928 v Nuslích oženil s Františkou Marií Vojanovou (1888 – ??).
Na akademii v Praze, kam vstoupil ve svých 14 letech, byl žákem Františka Sequense, plzeňského rodáka, a Václava Brožíka. Nejvíce byl však ovlivněn romantickým symbolismem Maxmiliána Pirnera.

## Dílo
Jeho obrazy Palma míru (1898); Duše; Utopená (1898) ; Jaro (1899) a Jidáš (1900), které od roku 1898 prezentoval na výstavách Krasoumné Jednoty v Praze zaznamenaly kladné ohlasy odborné kritiky.
Jeho díla je možno najít zvláště v Plzni:
- čeští patroni (sv. Václav, sv. Ludmila, sv. Prokop a sv. Anežka) v kapli sv. Václava na Ústředním hřbitově v Plzni
- nástěnné malby Pověst a Pohádka ve foyeru 2. podlaží Divadla J. K. Tyla
- výzdoba radnice a portréty plzeňských purkmistrů[9]
- lunetové obrazy Plzeň v Primátorském salonku Měšťanské besedy
- barevné okno Golgota v Katedrále svatého Bartoloměje

## Ukázky děl

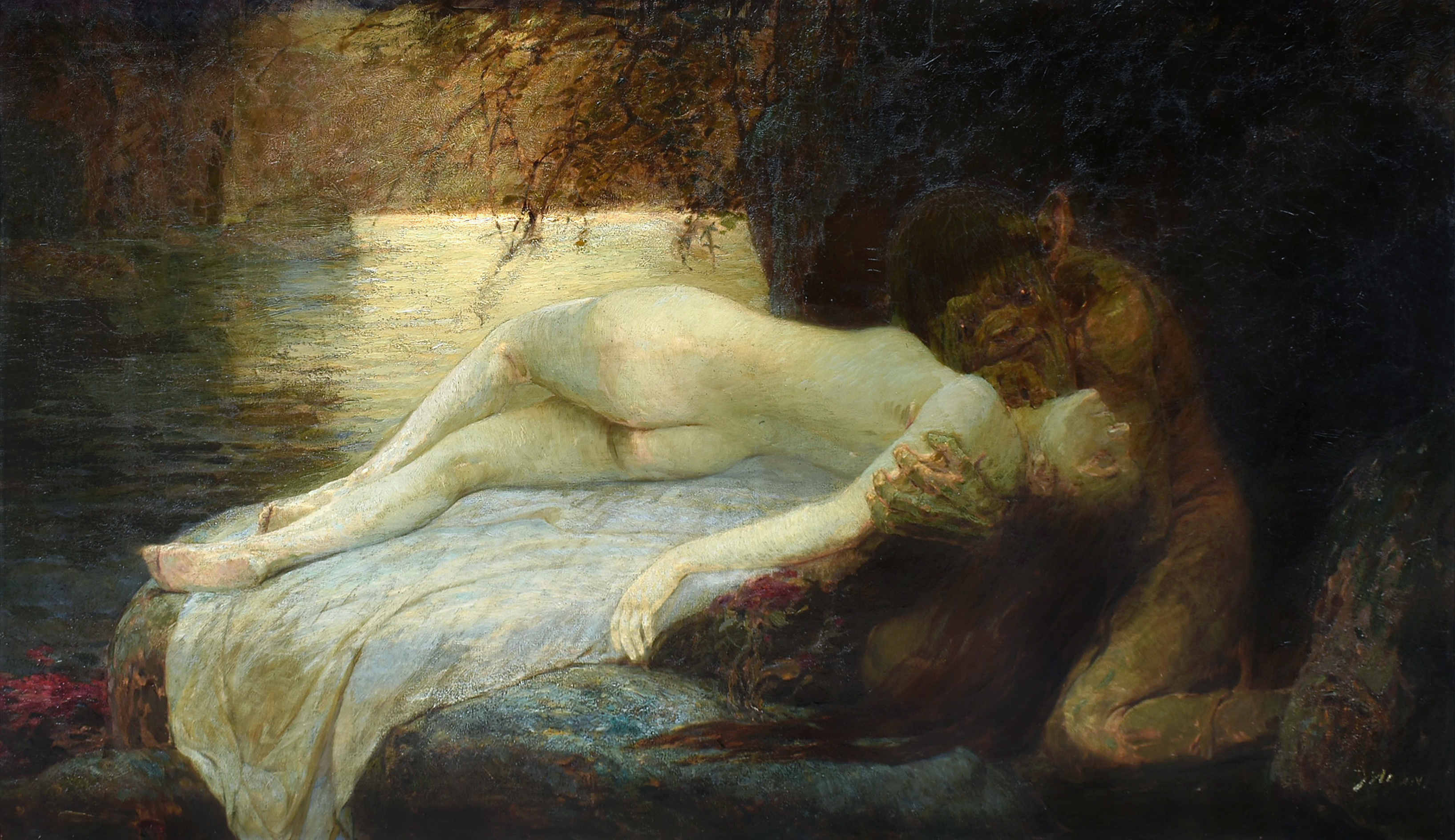
Josef Mandl Utopená
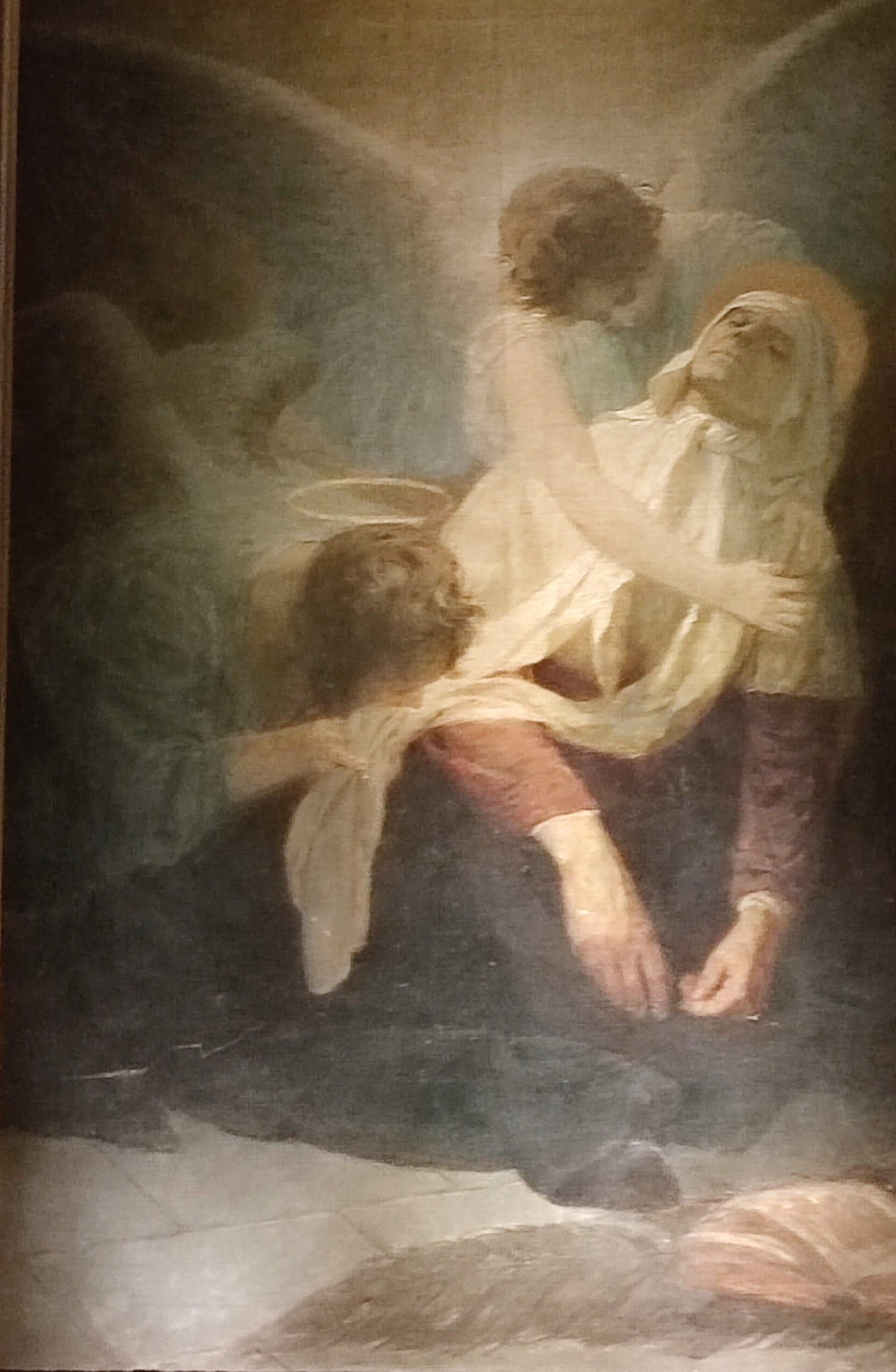
Josef Mandl Sv. Ludmila s anděly
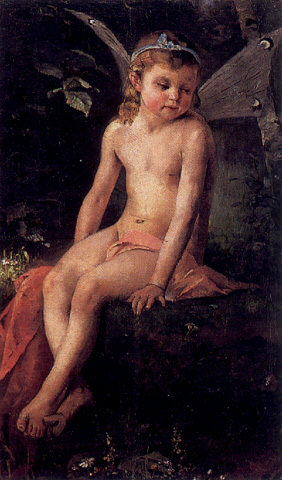
Josef Mandl Víla děvčátko
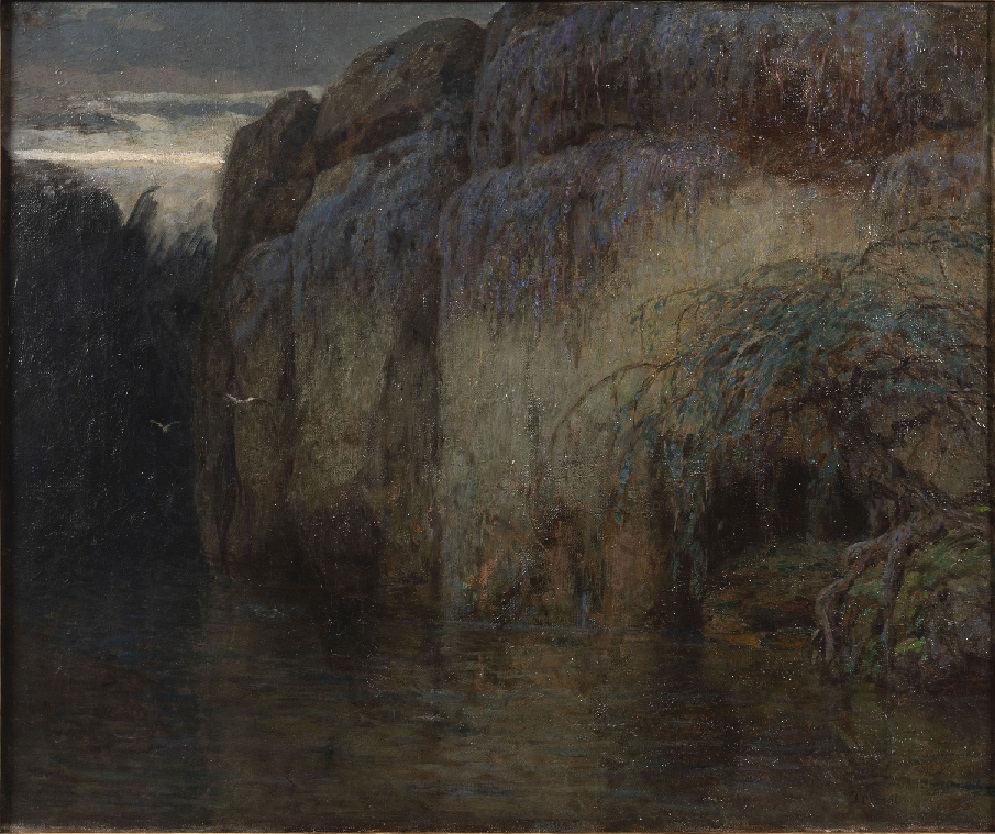
Josef Mandl Soumrak
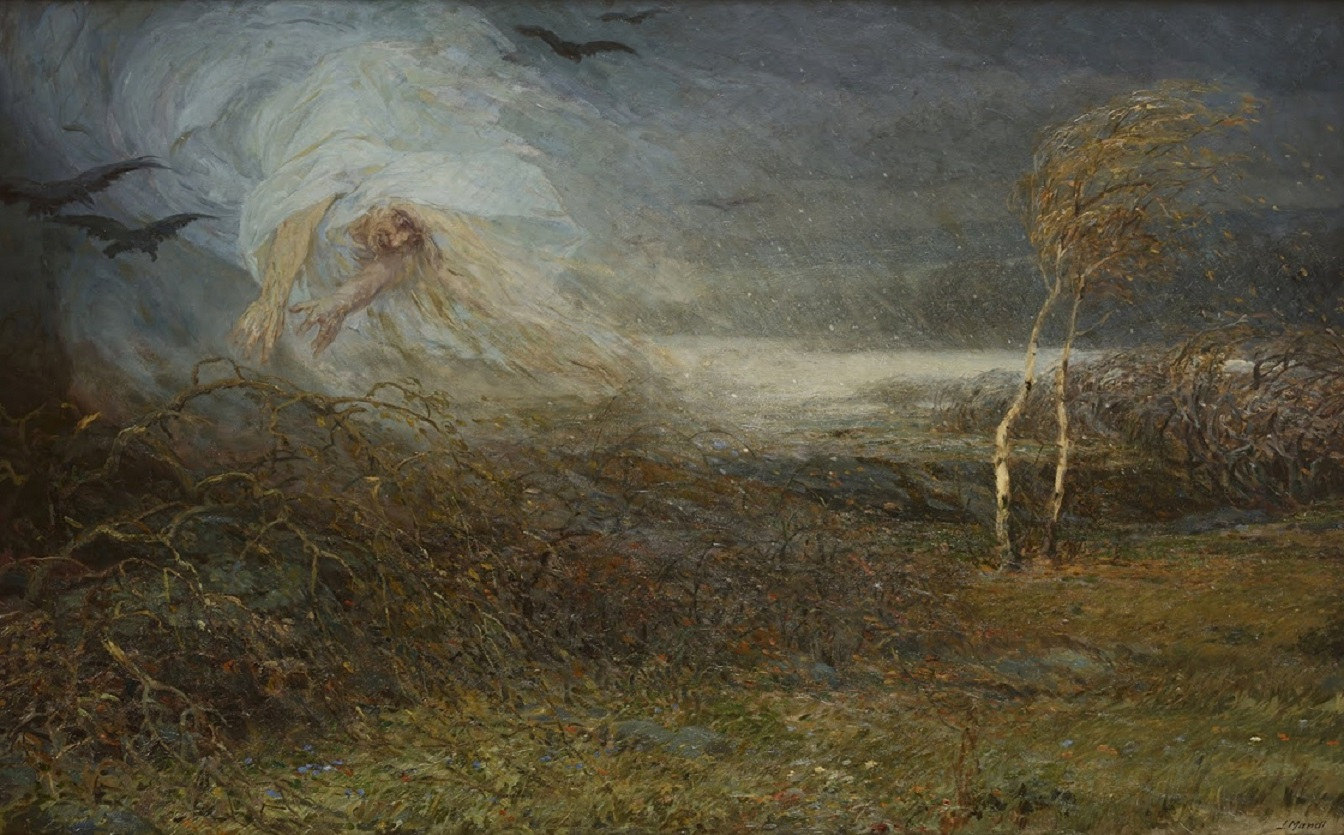
Josef Mandl Vichřice (Zima přichází)
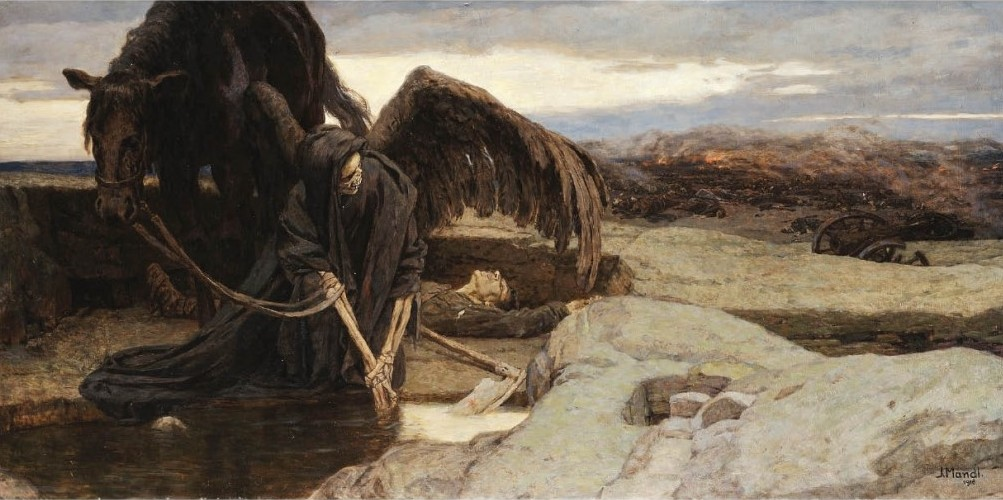
Josef Mandl Triumfátor
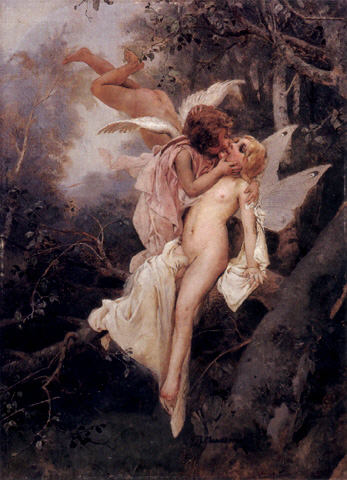
Josef Mandl Políbení
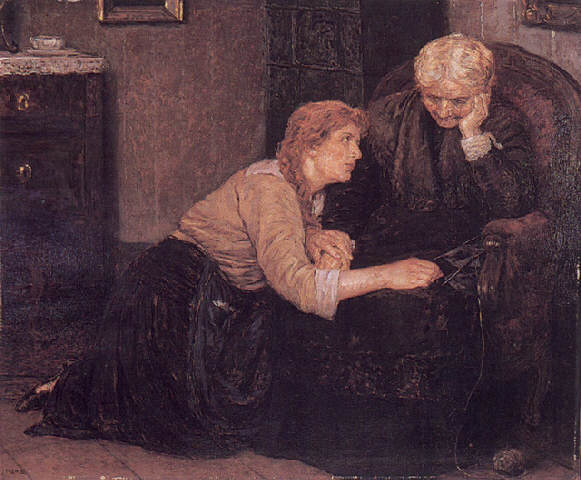
Josef Mandl Důvěrnost
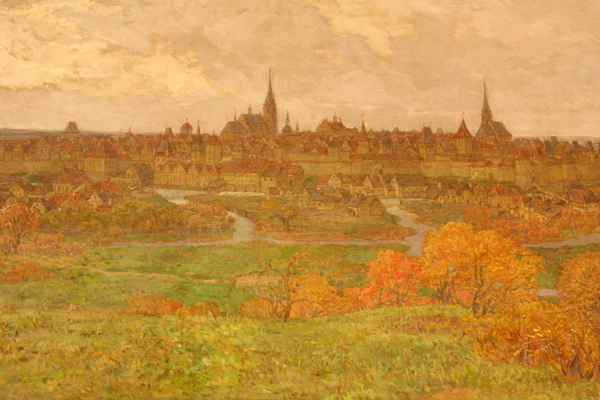
Josef Mandl Plzeň (výřez z lunetového obrazu)